# ストーリー (ゆずの曲)
「ストーリー」は、ゆずの楽曲で、通算24枚目のシングル。2008年2月6日に発売。発売元はセーニャ・アンド・カンパニー。

## 概要
ゆずとしては、前作「春風」から約11ヶ月ぶりとなるシングル（ただし、「明日天気になぁれ」を含めると9ヶ月ぶり、「ミュージック」を含めると7ヶ月ぶり）となる。
DVD『LIVE FILMS 「ゆずのね」』と同時発売。

## 収録曲
1. ストーリー　（4:47）
  - 作詞・作曲: 北川悠仁

トヨタ自動車「ラクティス」「Live in ラクティス編」CMソング
『世界!ニッポン行きたい人応援団』（テレビ東京系列）挿入歌
ミュージック・ビデオは、休みの日の学校に忍び込んだ子供たちが楽器で遊ぶ様子をゆずとバンドメンバーのセッションに重ねたバージョンと、ゆず、バンドメンバーのみのバージョンの2つが存在し、メディア等では前者が流れ、後者は「録歌選 緑」に「Band Only Ver」として収録されている。2020年にゆず公式YouTubeチャンネルで過去のMVが公開されたときは後者が公開された。
2. ウェイトレスとお客さん　（1:16）
  - 作詞・作曲: 北川悠仁

最初と最後に、ウェイトレス役の女性の声が入っている。
2007年12月22日、横浜スタジアムで行われた、毎年恒例の「冬至ライブ」にて初披露。
3. 朝もや　（3:49）
  - 作詞・作曲: 岩沢厚治

こちらも上記の「冬至ライブ」にて初披露。
5thシングル「サヨナラバス」に収録されている「朝もやけ」という曲とは別の曲である。

## 演奏
- 北川悠仁：Vocal, Acoustic Guitar, Tambourine, Pianica
- 岩沢厚治：Vocal, Acoustic Guitar, Harp
- 小田原豊：Drums (#1)
- 美久月千晴：Bass (#1)
- 上杉洋史：Keyboards (#2), Computer Programming
- 中西康晴：Keyboards (#1)
- 小倉博和：Electric Guitar (#1)
- 寺岡呼人：Computer Programming

## 収録作品
- ストーリー
  - WONDERFUL WORLD
  - YUZU YOU [2006-2011]
  - YUZU 20th Anniversary ALL TIME BEST ALBUM ゆずイロハ 1997-2017
  - YUZU ARENA TOUR 2022 SEES -ALWAYS with you-(Live Version)
- ウェイトレスとお客さん
  - アルバム未収録
- 朝もや　
  - アルバム未収録

## テレビ出演
- Music Lovers（日本テレビ、2008年5月4日）
- FNS歌謡祭（フジテレビ、2008年12月3日）
- ミュージックステーション（テレビ朝日、2008年4月4日）

## 関連人物
- 綾瀬はるか
  - 「ラクティス」のテレビコマーシャルで共演している。